# Falcatifolium sleumeri
Falcatifolium sleumeri — вид хвойних рослин родини подокарпових.
Вид названий на честь Германа Отто Слеумера (нім. Hermann Otto Sleumer, 1906—1993), німецького ботаніка, який працював у Національному гербарії Нідерландів у Лейдені.

## Опис
Це чагарник до 20 см заввишки. Кора луската, сірувато-коричнева. Листки лінійно-овальні, 0.6—1 см довжиною, 1.8—2 мм шириною.

## Поширення, екологія
Країни поширення: Індонезія (Папуа). Зустрічається в темному моховому лісі, під пологом дерев. Висота дається як 1920 м над рівнем моря.

## Використання
Використання не зафіксовано для цього виду, і навряд чи буде використовуватися з урахуванням росту виду, як маленький кущ.

## Загрози та охорона
Ніяких конкретних загроз не відомо для цього виду. Гірські ліси залишаються значною мірою недоторканими завдяки своїй географічній ізоляції та низької щільності і традиційного способу життя людської популяції, хоча деяка вирубка лісу відбувається в регіоні. Цей вид не росте в межах охоронних територій.